# О’Райли, Райан
Ра́йан О’Ра́йли (англ. Ryan O'Reilly; род. 7 февраля 1991, Клинтон, Онтарио) — канадский хоккеист, центральный нападающий клуба НХЛ «Нэшвилл Предаторз». Обладатель «Фрэнк Дж. Селки Трофи», «Конн Смайт Трофи» и Кубка Стэнли 2019 года. У Райана есть старший брат Кэл О’Райли.

## Профессиональная карьера

### Клубная

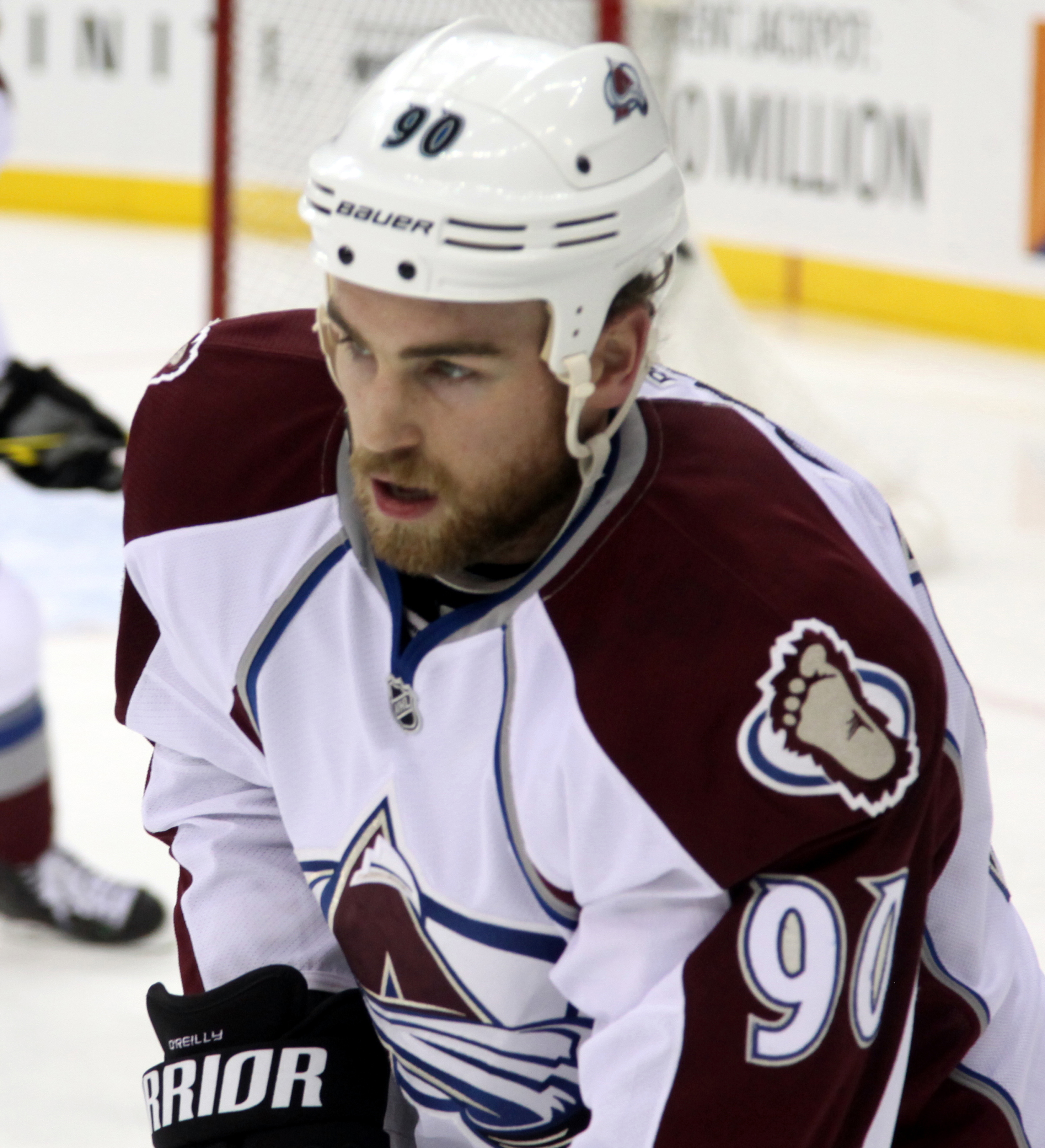
Райан О’Райли в составе «Колорадо Эвеланш» в 2014 году

Райан был задрафтован под общим 33-м номером в 2009 году клубом «Колорадо Эвеланш». О’Райли стал самым молодом игроком «Эвеланш» в истории, когда появился в играх регулярного сезона НХЛ 2009/10. Райан заработал первое очко в НХЛ 1 октября 2009 года против команды «Сан-Хосе Шаркс». Первую шайбу забросил уже 15 октября 2009 году в игре против Монреаль Канадиенс. В свой первый сезон Райан О’Райли записал на свой счёт 26 (8+18) очков. 19 ноября 2010 года молодой хоккеист вышел на лёд уже в юбилейный сотый раз в НХЛ.
7 декабря 2012 года Райан О’Райли подписал двухлетний контракт с магнитогорским «Металлургом», где выступал его старший брат Кэл. А первую игру уже сыграл 19 декабря того же года. Несмотря на конец локаута в НХЛ 12 января, Райан решил ненадолго остаться в КХЛ. 24 января, сославшись на травму лодыжки, Райан расторг контракт с магнитогорским клубом и улетел в Северную Америку на реабилитацию.
По итогам сезона 2013/14 стал обладателем «Леди Бинг Трофи» — трофея, ежегодно присуждаемого игроку, продемонстрировавшему образец честной спортивной борьбы и джентльменского поведения.
26 июня 2015 года «Колорадо» обменяло Райана О’Райли и нападающего Джейми Макгинна в «Баффало Сейбрз» на защитника Никиту Задорова, нападающих Михаила Григоренко и Джей Ти Комфера и выбор во втором раунде драфта 2015 года.
3 июля 2015 года подписал с «Баффало» 7-летний контракт на $ 52,5 млн, который вступил в силу с сезона 2016/17. Перед сезоном 2015/16 был назначен альтернативным капитаном в «Сейбрз». 
7 апреля 2018 года О'Райли превзошёл Рода Бриндамора по количеству побед на вбрасываниях за один сезон (1269). По окончании сезона 2017/18 вошёл в список финалистов на «Леди Бинг Трофи».  Несмотря на его личный успех, «Сейбрз» не смогли в очередной раз попасть в плей-офф, в результате чего О'Райли признал, что начал терять любовь к игре. Его комментарии вызвали неодночзначную реакцию среди болельщиков «Баффало»: многие впоследствии назвали О'Райли раковым присутствием в команде.
Вскоре, летом 2018 года был обменян в «Сент-Луис Блюз» на Патрика Берглунда, Владимира Соботку и Тэйджа Томпсона плюс драфт-пик первого раунда драфта-2019 и пик второго раунда драфта-2021. В первом же сезоне за «блюзменов» стал лучшим бомбардиром команды с 77 очками, лучшим ассистентом (49), лучшим по показателю полезности (+22) и лучшим по очкам в меньшинстве (3). Также по ходу сезона он принял участие в Матче всех звёзд, где он набрал семь очков в двух играх и стал финалистом на MVP мероприятия, в конечном итоге уступив награду Сидни Кросби. В победном плей-офф, набрав 23 очка в 26 матчах, получил «Конн Смайт Трофи», став по ходу финала первым хоккеистом с 1985 года, который забивал в четырёх подряд финальных играх. В решающем 7-м матче финала (4:1) забросил первую шайбу и поучаствовал в шайбе Зака Сэнфорда. Инсайдеры сообщали, что начиная со второго раунда Кубка Стэнли О’Райли играл с трещиной в ребре. Информацию о травме О’Райли подтвердил во время пресс-конференции по итогам седьмого матча Кубка Стэнли. Также по окончании сезона Райан стал обладателем «Селки Трофи», как лучшему нападающему оборонительного плана.
На домашнем для «Сент-Луиса» матче всех звёзд-2020 был одним из четырёх игроков, представляющих «блюзменов».
Перед сезоном 2020/21 был назначен капитаном «Сент-Луиса» .
17 февраля 2023 года в результате трёхстороннего обмена между «Блюз», «Уайлд» и «Мейпл Лифс» вместе с одноклубником Ноэлем Аччари перешёл в стан «Торонто». «Сент-Луис» удержал 50 % кэпхита канадца, а «Уайлд» ещё 25 %. 
1 июля 2023 года, будучи неограниченно свободным агентом, подписал четырехлетний контракт с «Нэшвилл Предаторз» на общую сумму $ 18 млн. Перед новым сезоном был назначен альтернативным капитаном. В первом же матче за новый клуб отметился заброшенной шайбой, которая стала первым голом для «хищников» в сезоне 2023/24, а также результативной передачей.

### Международная

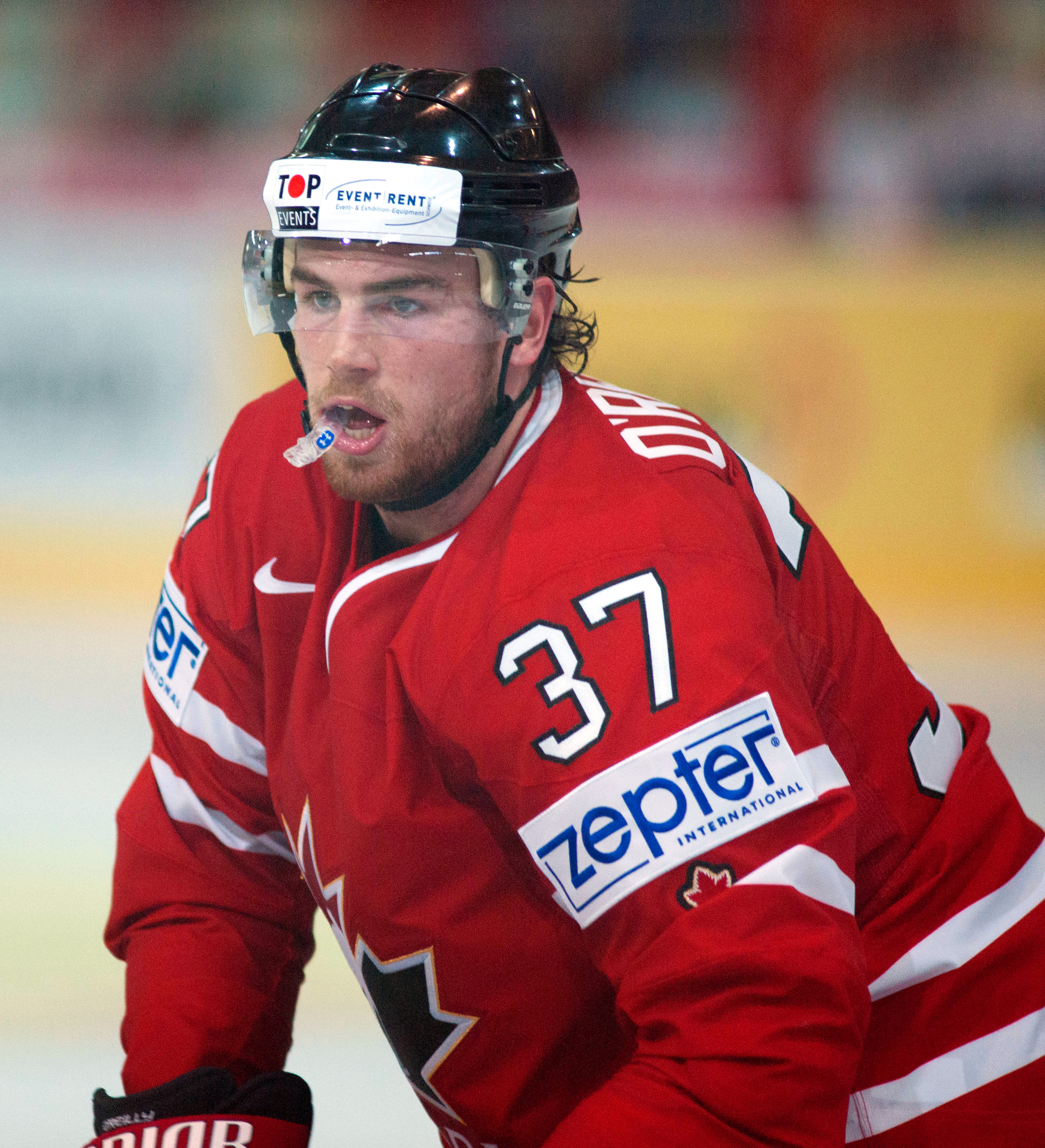
О’Райли на ЧМ-2012

Райан О’Райли был выбрал капитаном юниорской сборной Канады в 2009 году. Но его команда заняла только 4-е место, проиграв финнам в матче за бронзу. В 2012 году был включён в состав сборной Канады для выступления на Чемпионате мира по хоккею 2012. Форвард канадской сборной заработал 4 (2+2) очка и 4 минуты штрафного времени в семи играх. В 2013 году Райан был снова вызван на Чемпионат мира по хоккею.
На чемпионатах мира по хоккею 2015 и 2016 годов выиграл золотые медали.

## Статистика
| Легенда | Легенда                    | Легенда | Легенда                   | Легенда | Легенда    |
| ------- | -------------------------- | ------- | ------------------------- | ------- | ---------- |
| И       | Количество проведённых игр | Штр     | Штрафное время            | +/−     | Плюс-минус |
| Г       | Голы                       | П       | Голевые передачи          | О       | Очки       |
| -       | Статистика неизвестна      | —       | Статистика не учитывалась |         |            |

## Награды и достижения
| Награда                             | Год              | Прим.  |
| ----------------------------------- | ---------------- | ------ |
| Канадская хоккейная лига            |                  |        |
| Участник матча лучших проспектов    | 2009             |        |
| Национальная хоккейная лига         |                  |        |
| Обладатель «Леди Бинг Трофи»        | 2014             | [ 23 ] |
| Участник матча всех звёзд НХЛ (3)   | 2016, 2019, 2020 |        |
| Обладатель Приза Кларенса Кэмпбелла | 2019             |        |
| Обладатель Кубка Стэнли             | 2019             |        |
| Обладатель «Конн Смайт Трофи»       | 2019             | [ 24 ] |
| Обладатель «Фрэнк Дж. Селки Трофи»  | 2019             | [ 25 ] |
| Сборная Канады                      |                  |        |
| Чемпион мира (2)                    | 2015, 2016       |        |
| Обладатель кубка мира               | 2016             |        |